# 大島駅 (岐阜県)
大島駅（おおしまえき）は、岐阜県郡上市白鳥町大島にある、長良川鉄道越美南線の駅である。駅番号は33。

## 歴史
- 1955年（昭和30年）3月1日：国鉄越美南線の駅として新設[1]。気動車の旅客のみ取扱う無人駅[2]。
- 1986年（昭和61年）12月11日：越美南線が長良川鉄道へ転換、同社の駅となる[1]。

## 駅構造
単式ホーム1面1線を有する地上駅。駅舎は公衆便所の如く小さい、待合所となっているものがあるだけである。駐車場は無く、駅舎より美濃太田方向ホーム後ろ側に駐輪場がある。トイレと自動券売機は設置されていない。
ホームにも屋根が付いた待合所がある。駅入口は国道沿いや市道に特に案内板も無く、民家間にあるため少々分かりにくくなっている。

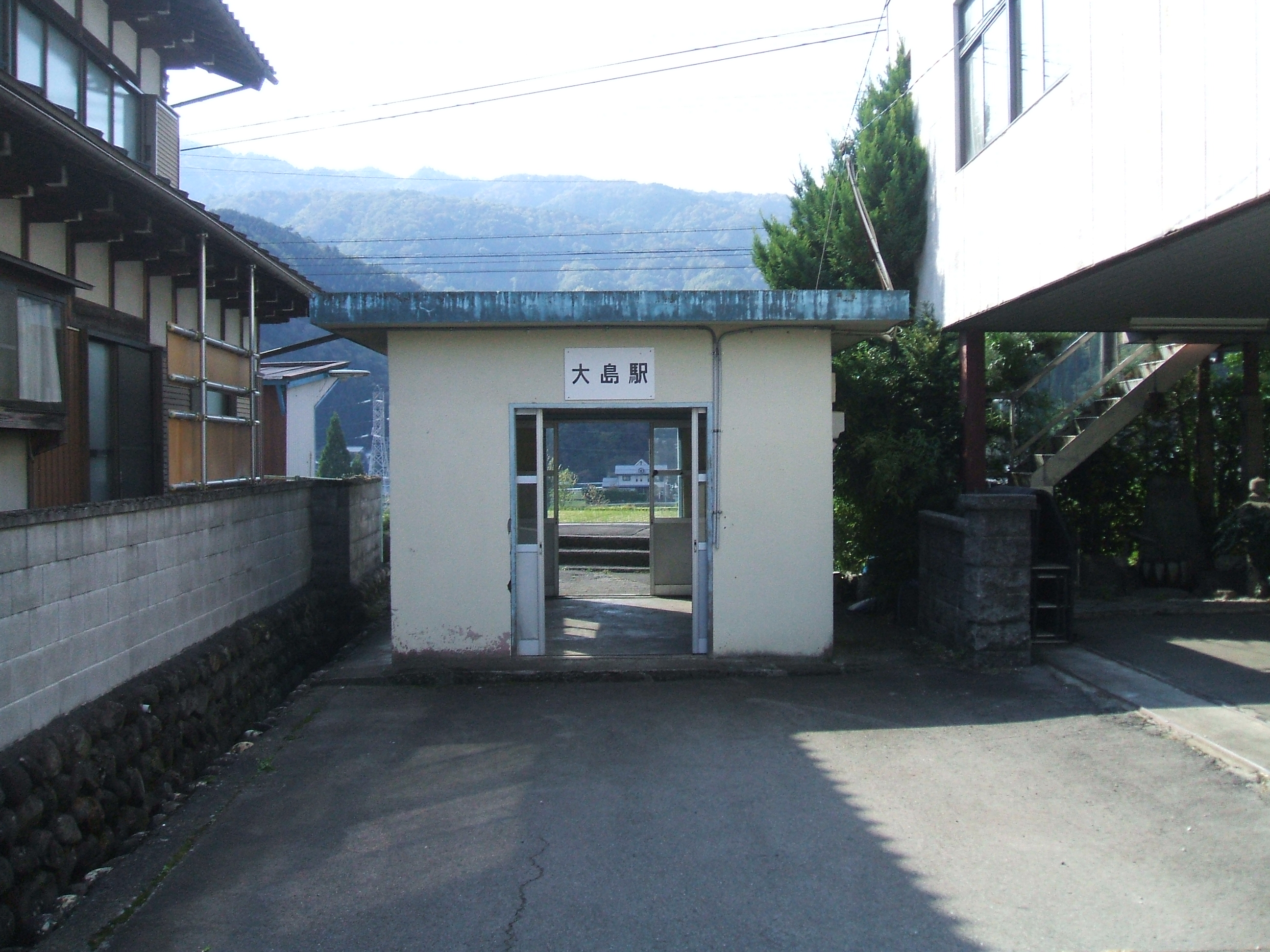
民家の間にある駅舎（2009年10月）
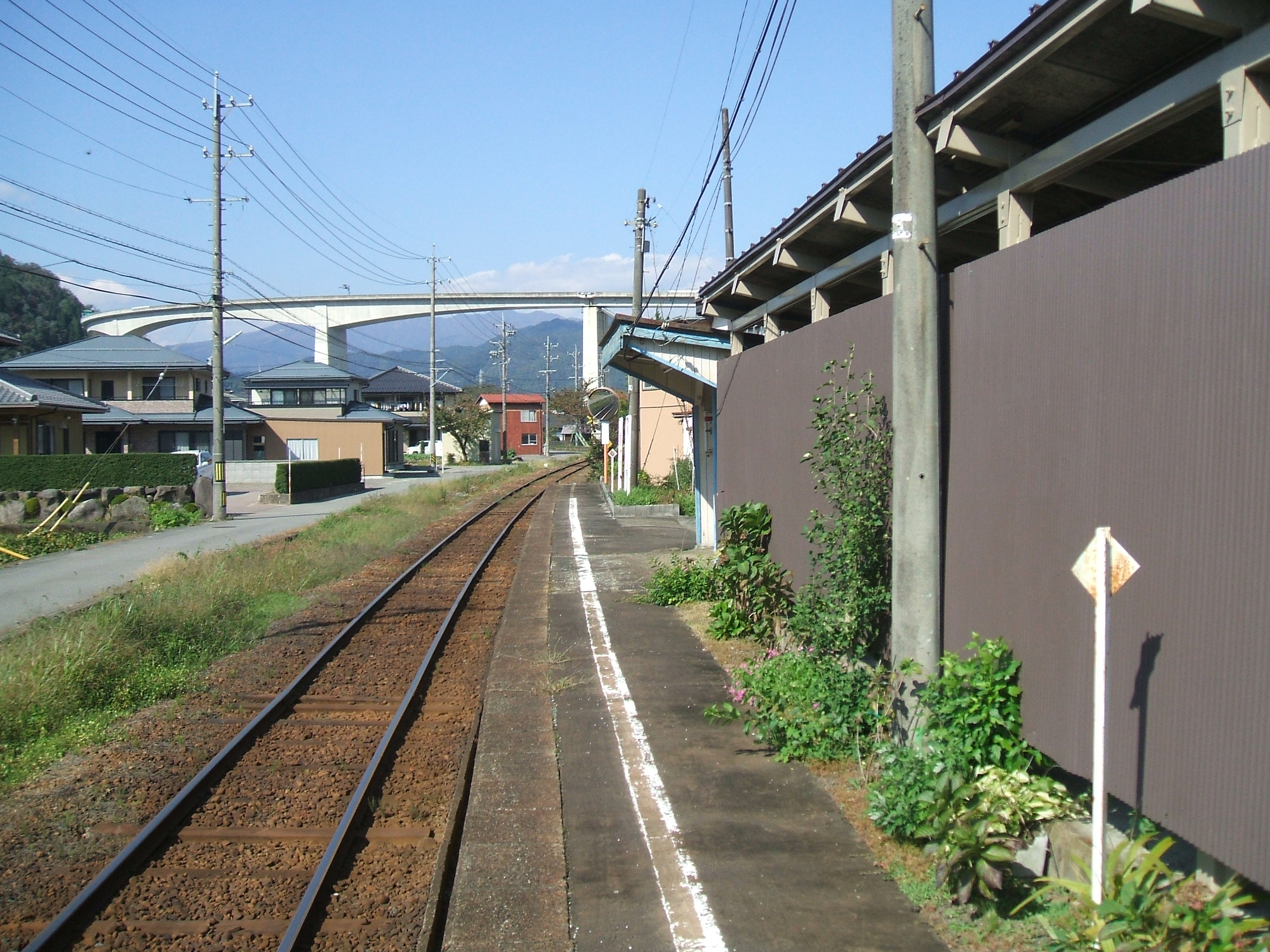
ホームから北濃方向を見る。奥に油坂峠道路の橋梁が見える。

## 利用状況
| 年度               | 1日平均乗車人員 |
| ------------------ | --------------- |
| 2011年（平成23年） | 6               |
| 2012年（平成24年） | 5               |
| 2013年（平成25年） | 7               |
| 2014年（平成26年） | 14              |
| 2015年（平成27年） | 6               |

## 駅周辺
郡上市白鳥町東部方面（主に旧牛道村）への入口に位置するが、当駅からは同方面への公共交通機関は存在しない（1980年代頃までは存在した）。平日のみ、隣の美濃白鳥駅より市営デマンドバスが運行されているが、本数自体が非常に少ない。
- 長良川
- 日本土鈴館：土鈴25,000個余りを展示する博物館。駅より徒歩15分。2021年12月25日閉館[3]。
- JAめぐみの 白鳥支店
- Aコープおくみの
- 白鳥インターチェンジ
- 国道156号
- 岐阜県道82号白鳥明宝線
- 岐阜県道52号白鳥板取線

## 隣の駅
長良川鉄道
■越美南線
大中駅（32） - 大島駅（33） - 美濃白鳥駅（34）